# Vaccinium ekmanii
Vaccinium ekmanii är en ljungväxtart som beskrevs av R. Berazaín Iturralde. Vaccinium ekmanii ingår i Blåbärssläktet, och familjen ljungväxter. Inga underarter finns listade i Catalogue of Life.